# برونو أنتونيس دي أوليفيرا
برونو أنتونيس دي أوليفيرا هو لاعب كرة قدم برازيلي في مركز الدفاع، ولد في 11 يناير 1993 في بندامونهانغابا في البرازيل. لعب مع نادي بالميراس ونادي بينابولينيزي ونادي غواراني.

## وصلات خارجية
- برونو أنتونيس دي أوليفيرا على موقع قاعدة بيانات كرة القدم.إي يو (الإنجليزية)
- برونو أنتونيس دي أوليفيرا على موقع Soccerway.com (الإنجليزية)